# Републички секретаријат за расељена лица и миграције
Републички секретаријат за расељена лица и миграције је самостална републичка управна организација са својством правног лица. Републички секретаријат за расељена лица и миграције је основана Законом о републичкој управи, који је ступио на снагу 13. децембра 2018. године, а Секретаријат је преузео све послове Министарства за избјеглице и расељена лица које престаје с радом ступањем на снагу Закона о републичкој управи.
Републичким секретаријатом за расељена лица и миграције руководи директор, а тренутни директор је Давор Чордаш.

## Надлежности
Републички секретаријат за расељена лица и миграције обавља управне и друге стручне послове који се односе на:
- систем заштите расељених лица, избеглица и повратника
- остваривање права избеглица, расељених лица и повратника у складу с Конвенцијом о статусу избеглица из 1951. године и Протоколом о статусу избеглица од 1967. године
- обезбеђење пуне правне заштите ових лица у складу с Анексом 6. и 7. Општег оквирног Споразума за мир у Босни и Херцеговини
- статусна и имовинска права избеглица, расељених лица и повратника
- обезбеђивање алтернативног смештаја за избеглице, расељена лица и повратнике
- права избеглица у Републици Српској
- обезбеђује здравствену заштиту избеглицама, расељеним лицима и повратницима у складу са Законом о здравственом осигурању, реконструкцију и изградњу, управљање и одржавање објеката за смештај расељеног социјално угроженог становништва
- обезбеђује смештај за социјално угрожене категорије становништва по моделу социјалног становања
- предлаже мере за уређење модела социјалног становања
- учешће у обнови, реконструкцији и изградњи стамбеног простора, инфраструктуре, културних, вјерских и јавних објеката у сврху повратка и ресоцијализације
- пројектовање, надзор у области обнове, реконструкције и изградње из надлежности
- програме ресоцијализације социјално угрожених категорија избеглица, расељених лица и повратника
- прати спровођење мера миграционе политике
- предлаже Влади мере ради постизања позитивних ефеката законитих миграција и сузбијање незаконитих миграција
- реинтеграцију држављана Босне и Херцеговине који се враћају у Републику Српску по основу Споразума о реадмисији
- координацију рада са надлежним органима и институцијама које се баве пословима расељених лица и избеглица и пословима миграција
- контролу остваривања, поштовања и унапређивања људских права избеглица, расељених лица и повратника
- пружање стручне помоћи у остваривању тих права и друге послове у складу са законима

## Сектори
Секретаријат у свом саставу има следеће секторе:
- Сектор за правне, кадровске, рачуноводствене послове, другостепени поступак, развој, информисање и аналитику
- Сектор за миграције и послове реадмисије
- Сектор за планирање, пројектовање и послове реализације пројеката обнове и изградње
- Сектор за имовинско-правне послове, смештајне капацитете и социјално становање
- Сектор за одрживи повратак и људска права